# 郭震
郭 震（かく しん、656年 - 713年）は、中国・唐の詩人。字は元振（『唐詩選』の通行本は、姓名を郭振と誤っている）。魏州貴郷県の出身。

## 略歴
身の丈七尺の偉丈夫で、任侠を好み、高宗の咸亨4年（673年）、18歳で進士に及第、則天武后に認められて右武衛鎧曹参軍・奉宸監丞となった。その後は大将軍としてしばしば西北に出陣、吐蕃（チベット）・突厥（トルコ）族を撃破して名将と謳われ、景雲2年（711年）には同中書門下三品・吏部尚書に進んだ。しかし玄宗の即位の初め、天子に逆らって新州に流され、開元元年（713年）、罪を軽減されて饒州司馬に遷されたが、途中で死んだ。